# Гуйцзян
Гуйцзян (кит. 桂江; Лицзян, Лишуй) — река в Гуанси-Чжуанском автономном районе КНР, является одним из основных истоков реки Сицзян (Западная река). Начинается в уезде Синъань, в северо-восточном углу района (городской округ Гуйлинь).
Недалеко от её истока начинается река Сянцзян — один из основных притоков Янцзы. Ещё во II веке до н. э. по приказу Цинь Шихуанди эти реки соединил канал Линцюй (靈渠), что позволило плавать из Янцзы в Сицзян (и далее в дельту Жемчужной реки) на лодках.
Возле Учжоу река Гуйцзян сливается с рекой Сюньцзян, формируя реку Сицзян.
На разных участках река Гуйцзян имеет разные традиционные названия: верхнее течение Гуйцзян носит название «Дажунцзян» (大榕江), среднее — «Лицзян» (漓江), нижнее — «Фухэ» (抚河).
Многие карты используют название «Лицзян» для верхней половины течения реки (до уезда Пинлэ), и «Гуйцзян» — для нижней половины (от Пинлэ до Учжоу). Лицзян считается одной из самых живописных рек Китая.

Гуйцзян
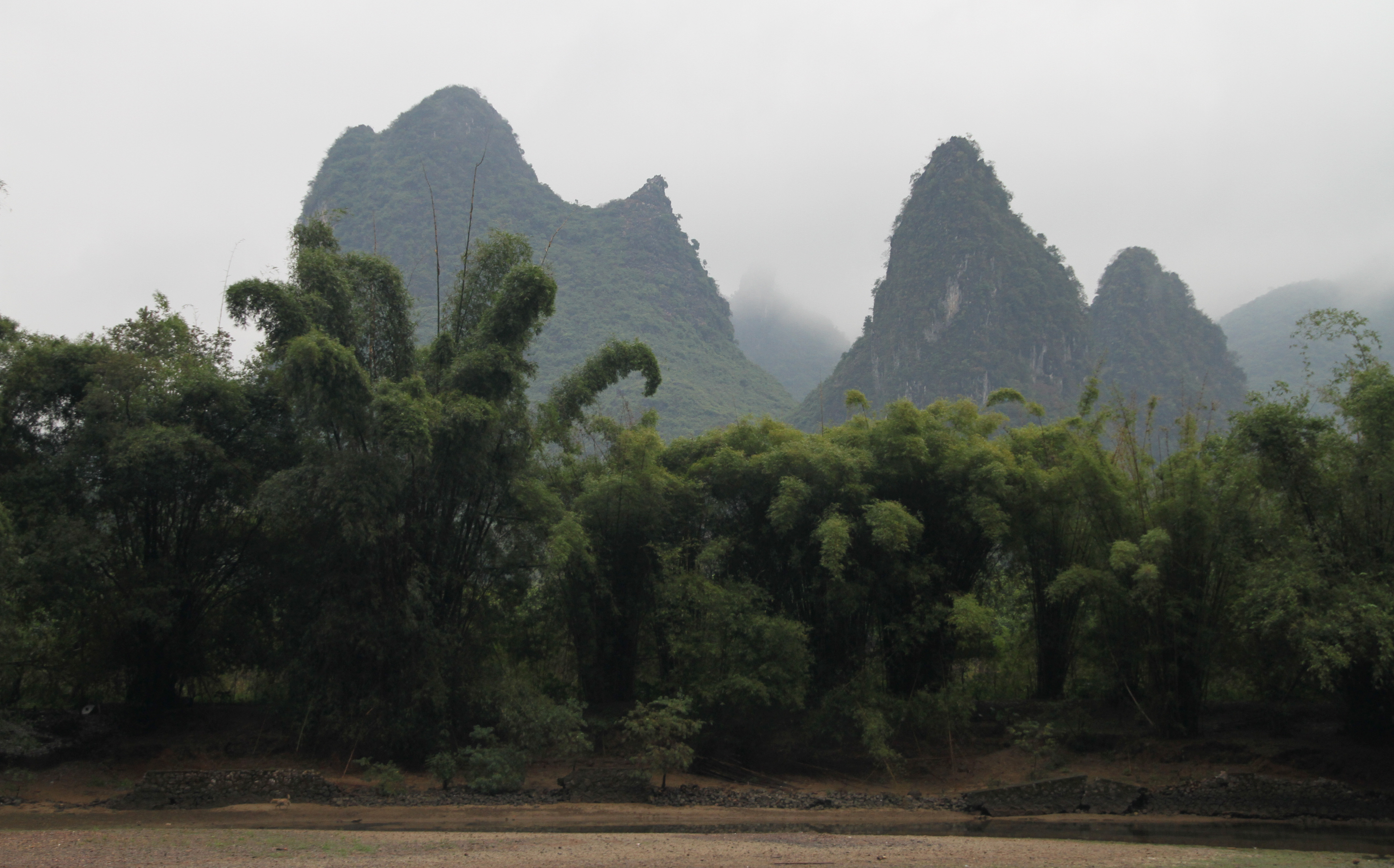
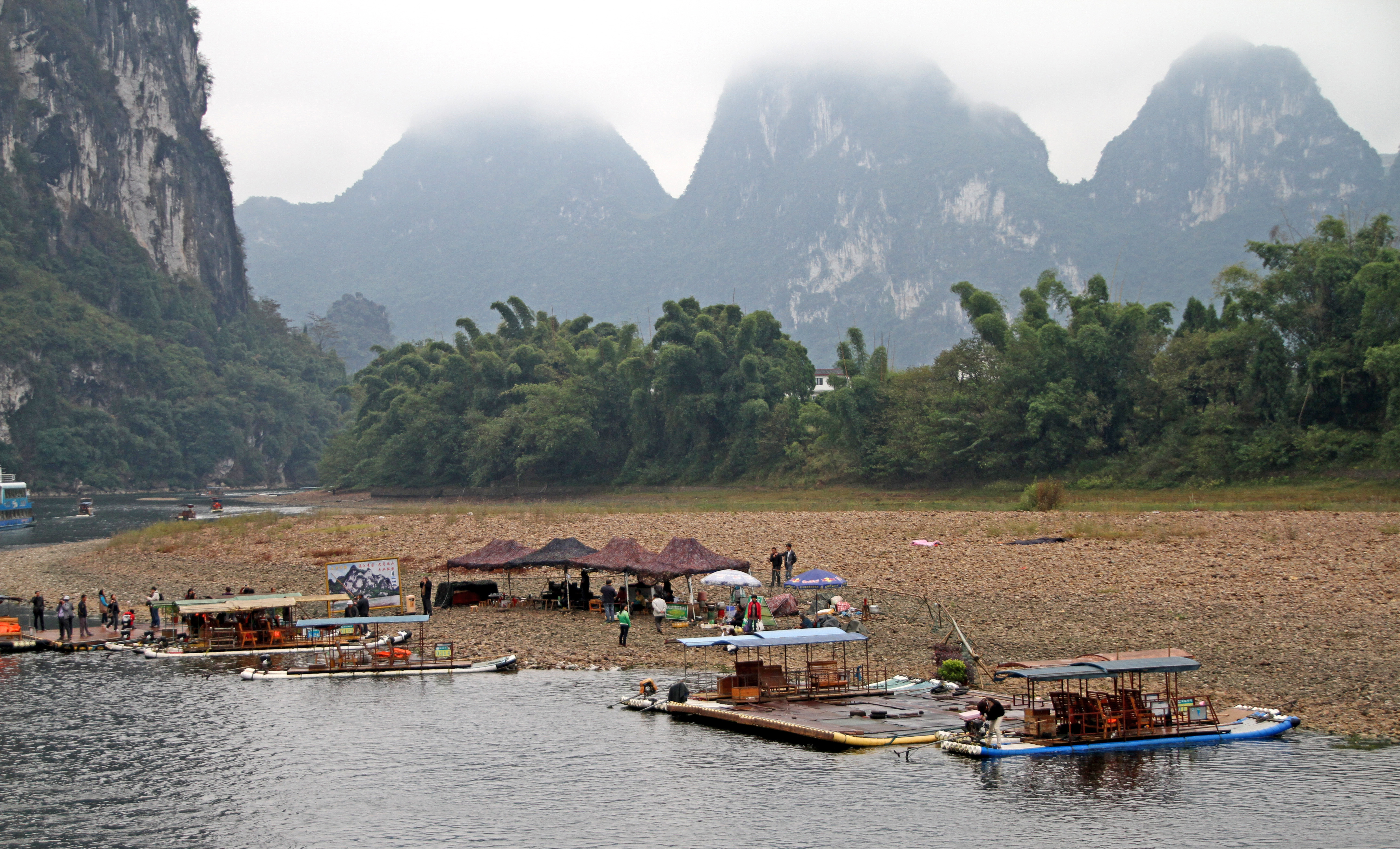
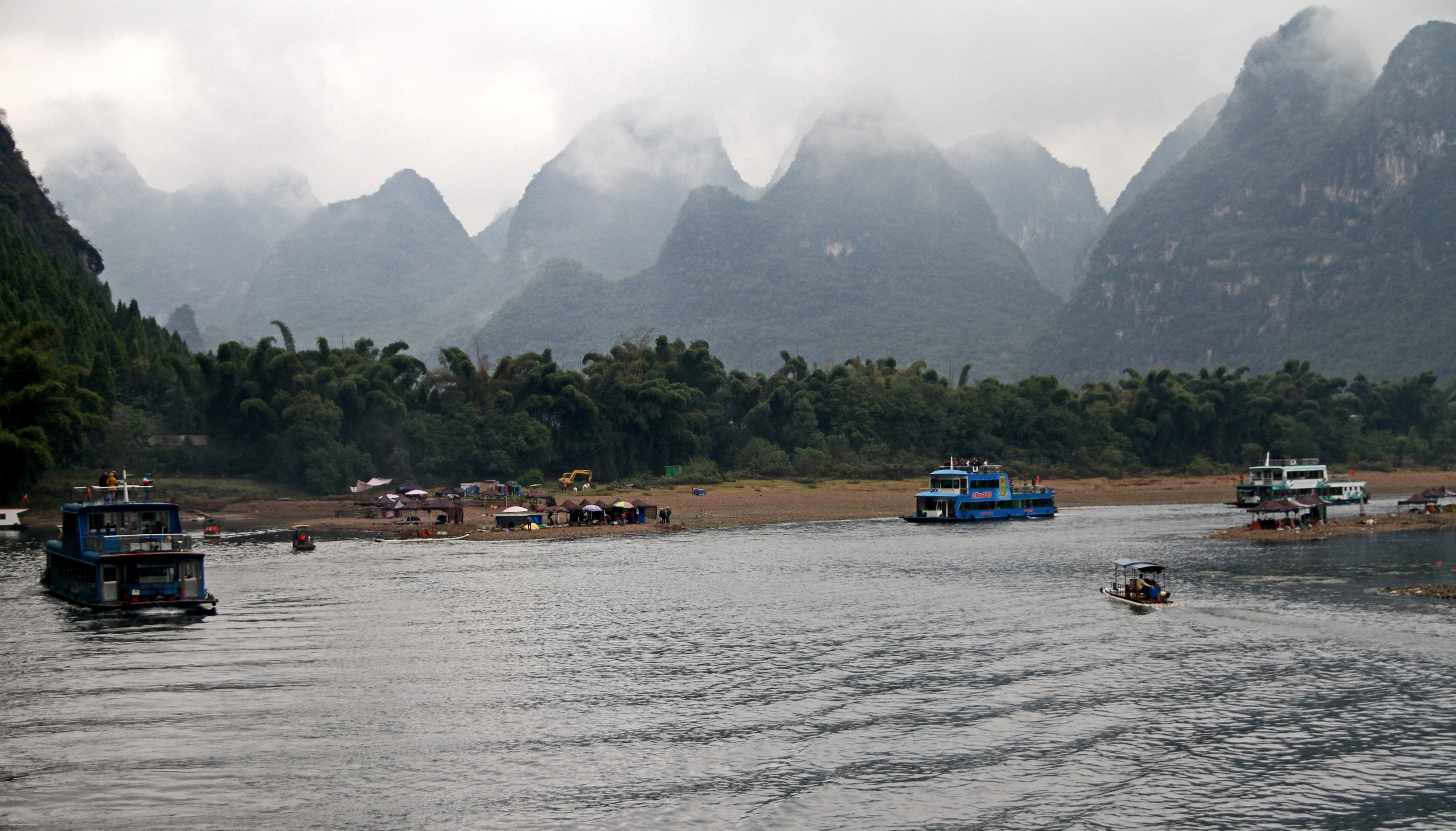
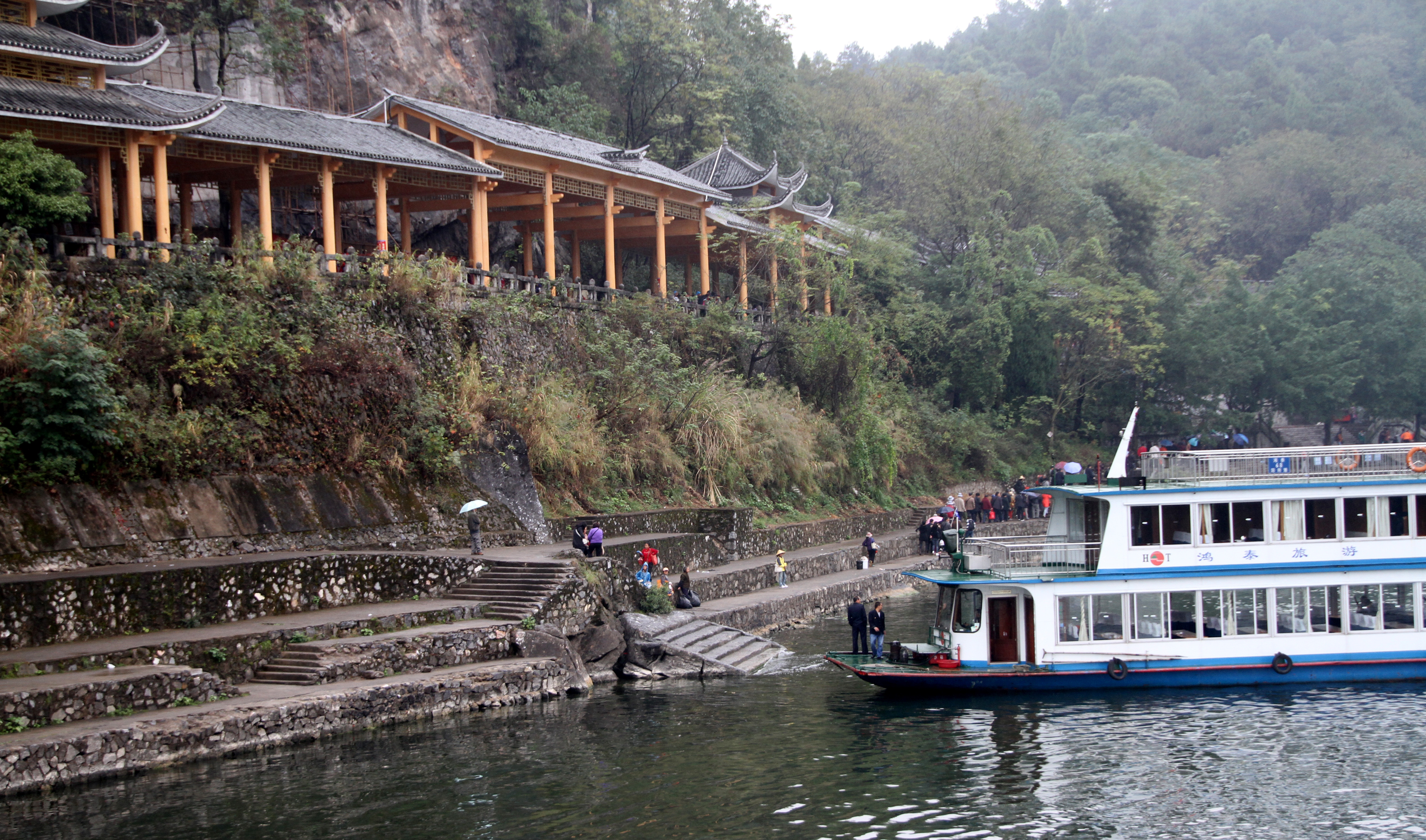
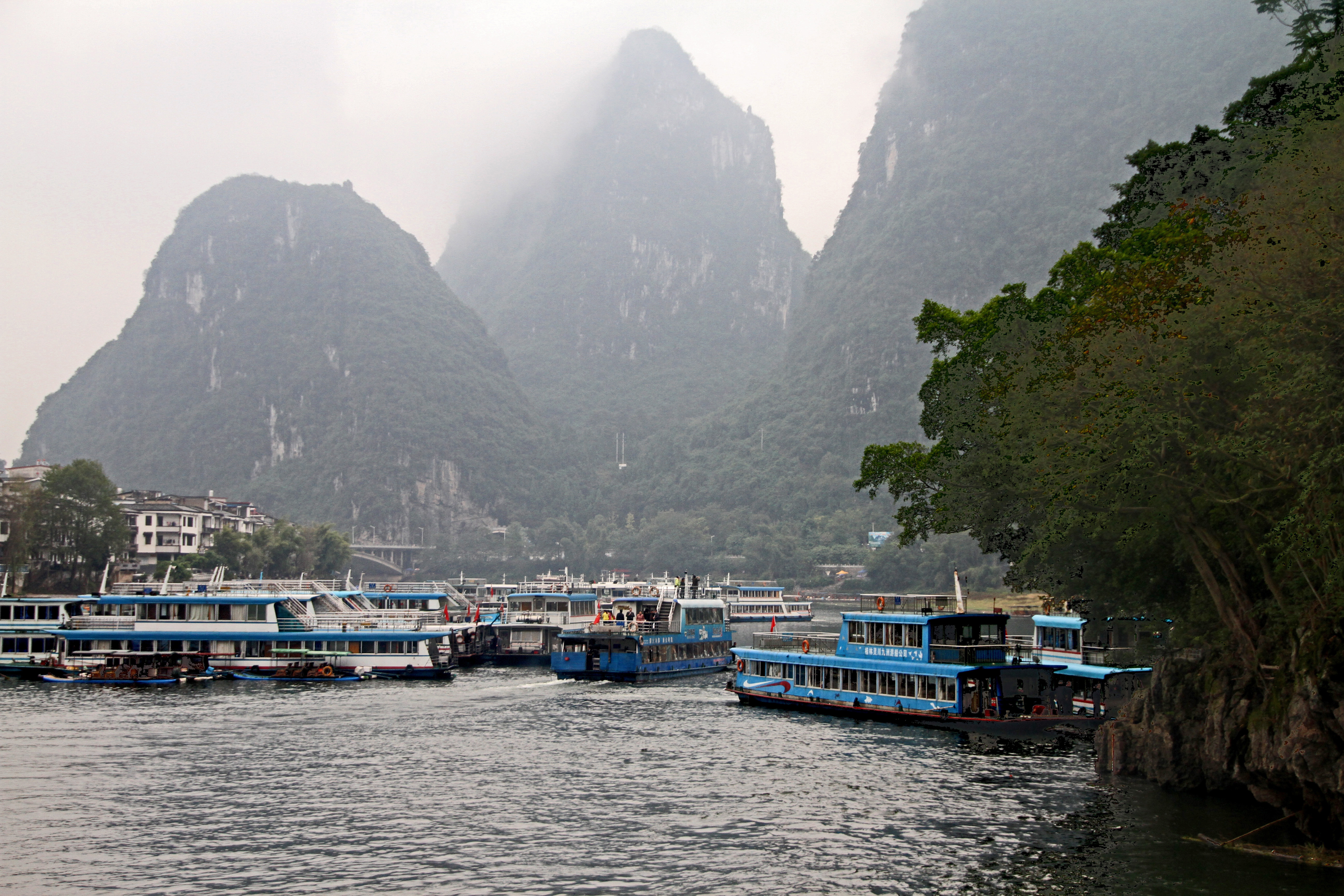